# Chuck Parsons
Chuck Parsons, född 6 februari 1924 i Bruin, Kentucky, död den 3 januari 1999 i Walnut, Kalifornien, var en amerikansk racerförare.
Parsons tävlade i flera SCCA-serier under 1960-talet och blev USRRC-mästare 1966 innan han gick vidare till Can-Am. Största framgången i karriären blev vinsten i Daytona 24-timmars 1969 tillsammans med Mark Donohue.